# The Falling Man
The Falling Man は、AP通信の写真家リチャード・ドリュー（Richard Drew）が撮影した、アメリカ同時多発テロ事件発生時に、ワールドトレードセンターから落下する男性の写真である。 この男性は、北棟 （1 WTC）の上層階に閉じ込められ、安全を求めて、または、炎や煙により押し出されるように落下したと考えられている。写真は、事件発生当日の午前9時41分15秒に撮影された。

## 背景
アメリカ同時多発テロ事件で、ワールドトレードセンター内および地上で死亡した2,606人の犠牲者のうち、少なくとも200人が転落または飛び降りて死亡したと推定されているが、その半分以下と推定する説も存在する。 建物崩壊前に落下した人々の遺体を回収できなかったため、身元の確認が進んでいない。ニューヨーク市の検視官事務所は、これらの人々は、煙や炎によって押し出されたか、吹き飛ばされたとして、死因を「飛び降り」には分類していない。
写真では、男性がまっすぐ落ちているような印象を受けるが、落下の様子を撮影した一連の12枚の写真を見ると、空中で転げ回っているように見える。

## 出版
この写真は、2001年9月12日付の『ニューヨーク・タイムズ』紙の7面をはじめ、世界中の新聞に掲載された。
写真のキャプションには、「ワールドトレードセンターの北棟から飛び降りた人が頭から落ちる。飛行機がタワーに衝突した後、一瞬にして繰り返された恐ろしい光景だった。」と書かれたが、写真掲載に対する批判や怒りの声があがり、『タイムズ』紙にはこの一度しか掲載されなかった。 
それから6年後の2007年5月27日、『ニューヨーク・タイムズ』紙の書評の1ページ目に掲載された。

## 特定
事件当日にビルに閉じ込められた人々の数が多く、12枚の写真に写っている男性の特定は困難を極め、身元は公式には発表されていない。
行方不明者のポスターを見たピーター・チェイニー（Peter Cheney）記者は、カナダの全国紙『グローブ・アンド・メール』で、写真の男性は、北棟(1 WTC) 106階にあるレストラン「Windows on the World」のパティシエであるノルベルト・ヘルナンデス（Norberto Hernandez）ではないかと示唆した。ヘルナンデスの家族の一部は、当初はチェイニーの意見に同意していたが、写真の男性の服装を詳しく検証したところ、確信が持てなくなった。

### ジョナサン・エリック・ブライリー (Jonathan Eric Briley)
アメリカのジャーナリスト、トム・ジュノー（Tom Junod）による写真に関する記事「The Falling Man」が『エスクァイア』誌2003年9月号に掲載され、男性の身元について、「Windows on the World」で働いていた43歳のサウンドエンジニア、ジョナサン・エリック・ブライリー（1958年3月5日 - 2001年9月11日）である可能性が挙げられた。この記事は、同名のドキュメンタリー映画にもなっている。
最初に気づいたのは兄のティモシー（Timothy）で、「ウィンドウズ・オン・ザ・ワールド」のエグゼクティブシェフであるマイケル・ロモナコ（Michael Lomonaco）も、体型や服装からブレイリーではないかと示唆した。写真のひとつでは、落下した男性のシャツや白いジャケットが吹き飛ばされて捲り上げられ、ブレイリーがよく着ていたシャツに似たオレンジ色のTシャツが露出していた。
また、姉のグウェンドリン（Gwendolyn）も同じく示唆し、『サンデー・ミラー』紙の記者に、「最初に写真を見たとき、背が高くてスリムな男性だったので、『もし私が（事件について）何も知らなければ、これはジョナサンだと思うかもしれない』と言いました」と語った。
ブレイリーは喘息を患っていたため、レストランに煙が流れ込んできたときに自身が危険な状態にあることを悟った可能性が高いと考えられている。
兄のアレックス（Alex）は、ディスコグループ、ヴィレッジ・ピープルの初期メンバーである。

## その他の使用
- 『フォーリング・マン 9.11 その時、彼らは何を見たか?』（9/11: The Falling Man）は、2006年に公開されたドキュメンタリー映画である。アメリカの映画監督ヘンリー・シンガー（Henry Singer）らが製作し、ニューヨーク在住の撮影監督リチャード・ヌメロフ（Richard Numeroff）らが撮影を担当した。この映画は、エスクァイア誌の記事を題材とし、写真家のライル・オワーコ（Lyle Owerko）が撮影した落下する人々の写真も素材として使用された。本作は、2006年3月16日にイギリスのテレビネットワークChannel 4で、その後、2006年9月6日にカナダのCBC Newsworldで、現在までに30カ国以上で放送された。アメリカでは、2007年9月10日にディスカバリー・タイムズ・チャンネルで放送された。

- 『墜ちてゆく男（英語版）』（Falling Man）は、アメリカ同時多発テロ事件を題材にした、ドン・デリーロの小説である。この小説に登場する「The Falling Man」は、写真の出来事を再現するパフォーマンス・アーティストで[12]、ハーネスを装着し、街の至るところの視認性の高い場所（高速道路の高架橋など）から飛び降り、The Falling Man の姿勢でぶら下がる場面がある。デリーロは、この小説のタイトルを決める際に、写真のタイトルを知らなかったと語っている。